# Geitoneura klugii
Espèce
Geitoneura klugii est un lépidoptère appartenant à la famille des Nymphalidae à la sous-famille des Satyrinae et au genre Geitoneura, endémique de l'Australie.

## Dénomination
Le nom de Geitoneura klugii lui a été donné par Félix Édouard Guérin-Méneville en 1831.
L'espèce a été nommée pour honorer l'entomologiste Johann Christoph Friedrich Klug (1775-1856).
Synonymes : Satyrus klugii Guérin-Méneville, [1831]; Satyrus singa Boisduval, 1832 ; Satyrus philerope Boisduval, 1832 ; Xenica gemini Anderson & Spry, 1893 ; Geitoneura insula Burns, 1951.

### Nom vernaculaire
Geitoneura klugii se nomme en anglais Common Xenica et Geitoneura klugii klugii  Klug's Xenica.

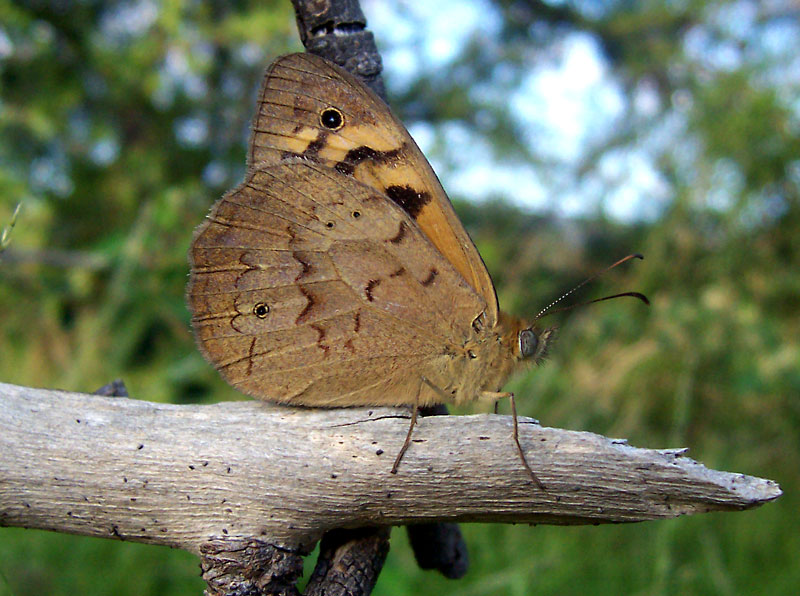
revers

### Sous-espèces
- Geitoneura klugii klugii
- Geitoneura klugii insula (Burns, [1948])[1].

## Description
C'est un papillon de taille moyenne, de couleur marron ornementé de taches orange avec un ocelle noir à l'apex des antérieures et en position anale aux postérieures.
Le revers orange et marron présente un gros ocelle noir pupillé de blanc cernés d'ocre clair bordé d'une ligne marron à l'apex alors que les postérieures sont marbrées de marronclair terne.

### Chenille
La chenille est de couleur verte jaunâtre avec des lignes vertes.

## Biologie

### Plantes hôtes
Les plantes hôtes de sa chenille sont diverses, dont Brachypodium distachyon, Ehrharta calycina, Joycea pallida, Poa labillardieri, Poa morrisii,  Poa tenera, Themeda triandra.

## Écologie et distribution
Geitoneura acantha est présent uniquement en Australie.

### Biotope
Il réside dans les régions tempérées du sud de l'Australie